# Malecón
Das Wort Malecón bedeutet im Spanischen wörtlich Wellenbrecher. Insbesondere in Kuba, der Dominikanischen Republik und  Ecuador versteht man darunter allerdings auch eine Uferstraße bzw. Flaniermeile am Meer. Bekannte Malecone sind in Kuba vor allem die von Havanna, Cienfuegos, Santiago de Cuba oder Baracoa sowie Guayaquil in Ecuador, letzterer wegen des dortigen Denkmals für Simón Bolívar und José de San Martín, die sich 1822 dort zum Gespräch trafen.

## Malecón in Havanna

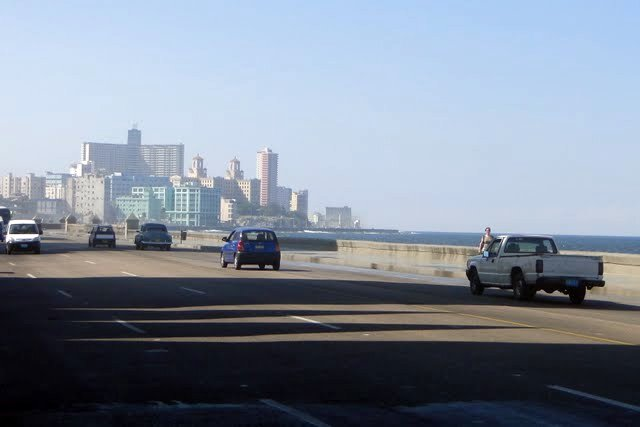
Malecón, Havanna

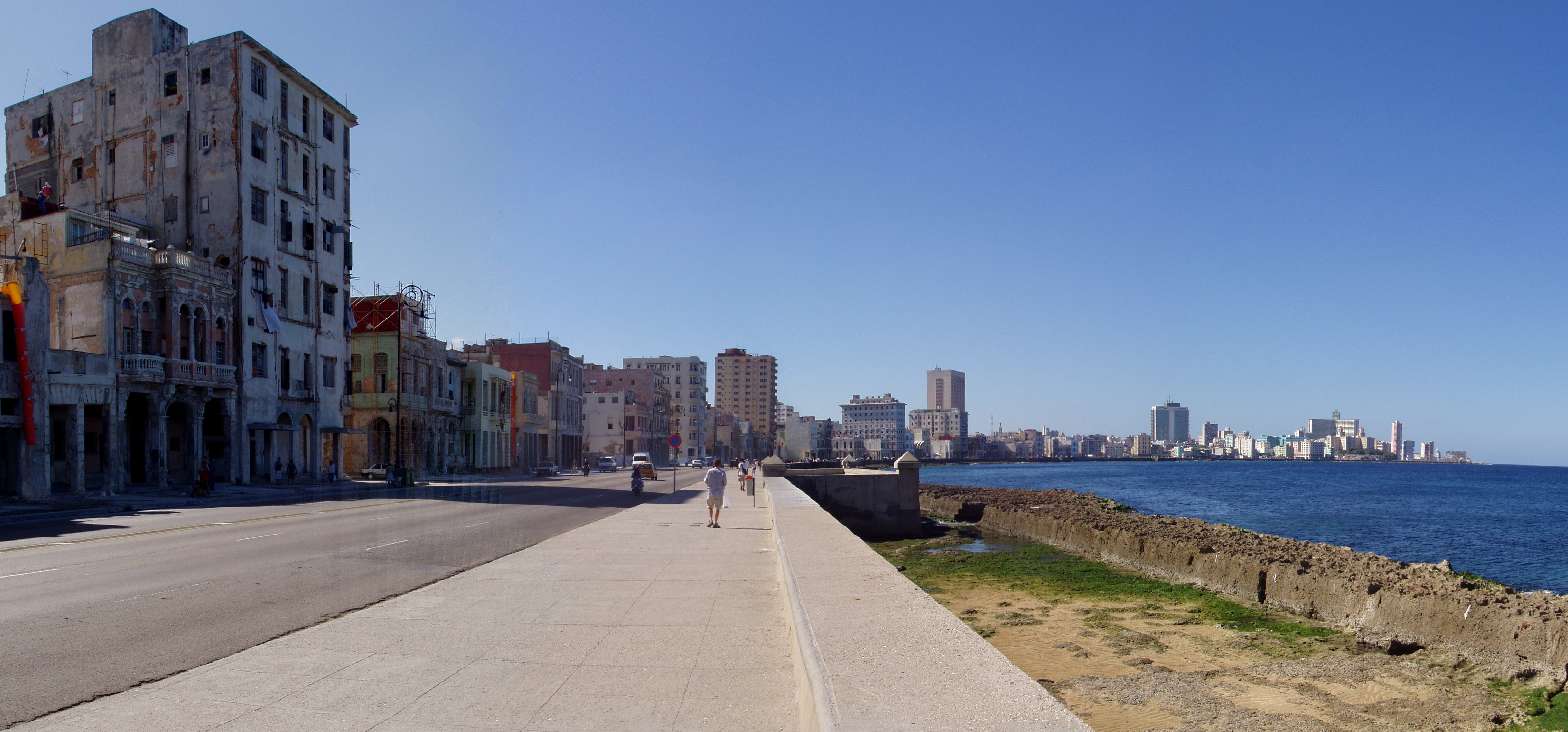
Malecón am Tag

In der kubanischen Hauptstadt Havanna befindet sich der bekannteste Malecón. Mit dem Bau wurde 1901 am Paseo del Prado begonnen, der die als Weltkulturerbe geschützte Altstadt La Habana Vieja vom Stadtteil Centro Habana trennt. In mehreren Bauabschnitten wurde der Malecón bis 1952 bis zur Mündung des Almendares-Flusses am westlichen Ende des Stadtteils El Vedado erweitert, wo er noch heute endet.
Entlang des Malecón wurden im Lauf des 20. Jahrhunderts zahlreiche repräsentative Bauwerke errichtet, darunter Luxushotels, zahlreiche Denkmäler und die Botschaft der USA, die über fünfzig Jahre nur den Status einer diplomatischen Interessenvertretung hatte. 
Koordinaten: 23° 8′ 30″ N, 82° 22′ 5″ W
Ungefähr in der Mitte des Malécons befindet sich das "Hotel Nacional".